# Landgericht Bregenz
Das Landgericht Bregenz war ein von 1805 bis 1814 bestehendes bayerisches Landgericht älterer Ordnung mit Sitz in Bregenz im heutigen österreichischen Bundesland Vorarlberg. Die Landgerichte waren im Königreich Bayern Gerichts- und Verwaltungsbehörden, die 1862 in administrativer Hinsicht von den Bezirksämtern und 1879 in juristischer Hinsicht von den Amtsgerichten abgelöst wurden.

## Geschichte
Da im Jahr 1805 Bregenz zum Königreich Bayern kam, wurde durch eine Verwaltungsneugliederung Bayerns das Landgericht Bregenz errichtet. Dieses kam zum neu gegründeten Illerkreis mit der Hauptstadt Kempten.